# Centro Marshall de vuelos espaciales

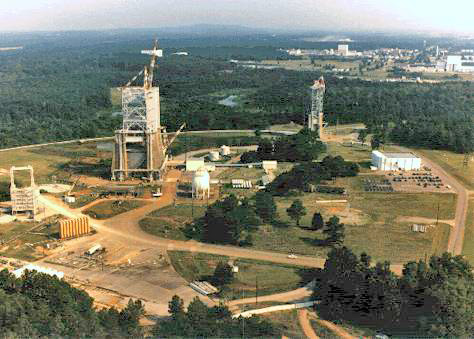
Vista aérea del área de pruebas del Marshall Space Flight Center.

El Centro Marshall de Vuelos Espaciales (George C. Marshall Space Flight Center, MSFC, en inglés) la sede original de la NASA, es un centro para dirigir la propulsión del transbordador espacial, el combustible del tanque externo del transbordador espacial, el entrenamiento de astronautas y las cargas, el diseño y construcción de la Estación Espacial Internacional (EEI), además del control de las computadoras, las redes, y la información. Localizado en Redstone Arsenal en Huntsville, Alabama, el MSFC fue nombrado en honor del general George Marshall. 
El centro también contiene el Huntsville Operations Support Center (HOSC) que es una instalación que respalda los lanzamientos del transbordador, las cargas y las actividades experimentales en el Kennedy Space Center en Florida, los lanzamientos hacia la EEI y operaciones de experimentación. El HOSC además monitoriza los lanzamientos de cohetes desde la estación de la Fuerza Aérea de Cabo Cañaveral cuando una carga del Marshall Center va a bordo.